# Statistiche del campionato del mondo rally - seconda sezione
Le statistiche del campionato del mondo rally presenti in questa sezione riguardano scuderie e vetture che hanno partecipato al campionato del mondo rally dalla prima edizione valida per i costruttori, ovvero la stagione 1973, sino a tutto il campionato del mondo rally 2024, nonché statistiche relative agli eventi e per nazione.

## Costruttori
Cinquantadue stagioni (dal 1973 al 2024), 654 gare disputate.
In tutte le tabelle, eccetto la prima, vengono indicati i costruttori (e non le scuderie ufficiali) i cui modelli hanno vinto gare mondiali.

### Titoli vinti
| #  | Costruttore/Squadra | Totale |
| -- | ------------------- | ------ |
| 1  | Lancia              | 10     |
| 2  | Citroën             | 8      |
| 2  | Toyota              | 8      |
| 3  | Peugeot             | 5      |
| 4  | Volkswagen          | 4      |
| 6  | FIAT                | 3      |
| 6  | Subaru              | 3      |
| 6  | Ford                | 3      |
| 9  | Audi                | 2      |
| 9  | Hyundai             | 2      |
| 11 | Alpine-Renault      | 1      |
| 11 | Mitsubishi          | 1      |
| 11 | M-Sport             | 1      |
| 11 | Talbot              | 1      |

### Titoli vinti consecutivamente
| #  | Costruttore | Totale | Dal–al    |
| -- | ----------- | ------ | --------- |
| 1  | Lancia      | 6      | 1987–1992 |
| 2  | Citroën     | 5      | 2008–2012 |
| 3  | Volkswagen  | 4      | 2013–2016 |
| 3  | Toyota      | 4      | 2021–2024 |
| 4  | Citroën     | 2      | 2003–2005 |
| 4  | Citroën     | 2      | 2010–2012 |
| 4  | Lancia      | 3      | 1974–1976 |
| 4  | Peugeot     | 3      | 2000–2002 |
| 4  | Subaru      | 3      | 1995–1997 |
| 10 | FIAT        | 2      | 1977–1978 |
| 10 | Ford        | 2      | 2006–2007 |
| 10 | Hyundai     | 2      | 2019–2020 |
| 10 | Peugeot     | 2      | 1985–1986 |
| 10 | Toyota      | 2      | 1993–1994 |

### Gare vinte
| #  | Costruttore    | Totale          |
| -- | -------------- | --------------- |
| 1  | Citroën        | 102 (1999–2019) |
| 2  | Ford           | 94 (1973–2023)  |
| 3  | Toyota         | 93 (1973–2024)  |
| 4  | Lancia         | 73 (1974–1992)  |
| 5  | Peugeot        | 48 (1975–2005)  |
| 6  | Subaru         | 47 (1993–2005)  |
| 7  | Volkswagen     | 44 (1987–2016)  |
| 8  | Mitsubishi     | 34 (1974–2001)  |
| 9  | Hyundai        | 32 (2014–2024)  |
| 10 | Audi           | 24 (1981–1987)  |
| 11 | FIAT           | 21 (1973–1981)  |
| 12 | Datsun/ Nissan | 9 (1973–1988)   |
| 13 | Alpine-Renault | 6 (1973)        |
| 13 | Opel           | 6 (1975–1988)   |
| 13 | Renault        | 6 (1974–1989)   |
| 16 | Saab           | 4 (1973–1979)   |
| 17 | Mazda          | 3 (1987–1989)   |
| 18 | BMW            | 2 (1973–1987)   |
| 18 | Mercedes-Benz  | 2 (1979–1980)   |
| 18 | Porsche        | 2 (1978–1980)   |
| 18 | Talbot         | 2 (1980–1981)   |

### Podi conquistati
| #  | Costruttore    | Totale           |
| -- | -------------- | ---------------- |
| 1  | Ford           | 379 (1973–2024)  |
| 2  | Toyota         | 262 (1973–2024)  |
| 3  | Citroën        | 257 (1973–2019)  |
| 4  | Lancia         | 193 (1974–1993)  |
| 5  | Peugeot        | 133 (1973–2006)  |
| 6  | Hyundai        | 130 (2014–2024)  |
| 7  | Subaru         | 128 (1987–2008)  |
| 8  | Volkswagen     | 94 (1987–2016)   |
| 9  | Mitsubishi     | 76 (1974–2006)   |
| 10 | Audi           | 71 (1981–1992)   |
| 11 | FIAT           | 61 (1973–1986)   |
| 12 | Datsun/ Nissan | 38 (1973–1992)   |
| 13 | Opel           | 25 (1974–1992)   |
| 14 | Alpine-Renault | 23 (1973–1976)   |
| 15 | Renault        | 16 (1974–1990)   |
| 16 | Saab           | 12 (1973–1980)   |
| 17 | Porsche        | 11 (1973–1985)   |
| 18 | Mazda          | 10 (1982 - 1990) |
| 18 | Talbot         | 10 (1980–1981)   |
| 20 | Mercedes-Benz  | 9 (1979–1980)    |

### Gare vinte consecutivamente
| # | Costruttore | Totale | da                 | a                  |
| - | ----------- | ------ | ------------------ | ------------------ |
| 1 | Volkswagen  | 12     | Australia 2013     | Finlandia 2014     |
| 1 | Volkswagen  | 12     | Portogallo 2015    | Messico 2016       |
| 3 | Citroën     | 8      | Messico 2011       | Germania 2011      |
| 4 | Volkswagen  | 7      | Australia 2014     | Messico 2015       |
| 5 | Citroën     | 6      | Nuova Zelanda 2005 | Argentina 2005     |
| 5 | Citroën     | 6      | Gran Bretagna 2008 | Argentina 2009     |
| 5 | Lancia      | 6      | Sanremo 1987       | Safari 1988        |
| 5 | Mitsubishi  | 6      | Finlandia 1998     | Svezia 1999        |
| 9 | Lancia      | 5      | Acropoli 1987      | Finlandia 1987     |
| 9 | Lancia      | 5      | Monte Carlo 1989   | Acropoli 1989      |
| 9 | Subaru      | 5      | Sanremo 1996       | Safari 1997        |
| 9 | Citroën     | 5      | Messico 2006       | Sardegna 2006      |
| 9 | Citroën     | 5      | Finlandia 2008     | Tour de Corse 2008 |
| 9 | Ford        | 5      | Sardegna 2009      | Australia 2009     |
| 9 | Citroën     | 5      | Germania 2010      | Gran Bretagna 2010 |
| 9 | Citroën     | 5      | Argentina 2012     | Germania 2012      |
| 9 | Volkswagen  | 5      | Germania 2016      | Australia 2016     |
| 9 | Toyota      | 5      | Croazia 2021       | Estonia 2021       |

### Podi consecutivi
| #  | Costruttore | Totale | da                 | a                  |
| -- | ----------- | ------ | ------------------ | ------------------ |
| 1  | Citroën     | 38     | Messico 2008       | Gran Bretagna 2010 |
| 2  | Citroën     | 25     | Nuova Zelanda 2005 | Cipro 2006         |
| 2  | Toyota      | 25     | Gran Bretagna 2019 | Portogallo 2022    |
| 4  | Ford        | 24     | Giordania 2008     | Svezia 2010        |
| 5  | Volkswagen  | 22     | Portogallo 2015    | Australia 2016     |
| 5  | Hyundai     | 22     | Turchia 2019       | Monza 2021         |
| 7  | Volkswagen  | 20     | Australia 2013     | Messico 2015       |
| 7  | Toyota      | 20     | Messico 2023       | Finlandia 2024     |
| 9  | Toyota      | 18     | Catalogna 1993     | Australia 1995     |
| 10 | Ford        | 17     | Australia 2011     | Catalogna 2012     |

### Gare consecutive a punti
| #  | Costruttore | Totale | da               | a                  |
| -- | ----------- | ------ | ---------------- | ------------------ |
| 1  | Ford        | 307    | Monte Carlo 2002 | Giappone 2024      |
| 2  | Citroën     | 183    | Monte Carlo 2003 | Gran Bretagna 2015 |
| 3  | Hyundai     | 135    | Svezia 2014      | Giappone 2024      |
| 4  | Toyota      | 97     | Monte Carlo 2017 | Giappone 2024      |
| 5  | Volkswagen  | 52     | Monte Carlo 2013 | Australia 2016     |
| 6  | Subaru      | 38     | Finlandia 2006   | Gran Bretagna 2008 |
| 7  | Citroën     | 34     | Portogallo 2017  | Catalogna 2019     |
| 8  | Peugeot     | 26     | Acropoli 2002    | Nuova Zelanda 2004 |
| 9  | Ford        | 24     | Finlandia 1994   | Portogallo 1997    |
| 10 | Subaru      | 23     | Svezia 2005      | Acropoli 2006      |

### Vittorie nella stessa stagione
| #  | Pilota     | Totale | Stagione | % vittorie |
| -- | ---------- | ------ | -------- | ---------- |
| 1  | Volkswagen | 12     | 2014     | 92,3%      |
| 1  | Volkswagen | 12     | 2015     | 92,3%      |
| 3  | Citroën    | 11     | 2005     | 68,8%      |
| 3  | Citroën    | 11     | 2008     | 73,3%      |
| 5  | Lancia     | 10     | 1988     | 76,9%      |
| 5  | Citroën    | 10     | 2010     | 76,9%      |
| 5  | Citroën    | 10     | 2011     | 76,9%      |
| 5  | Citroën    | 10     | 2012     | 76,9%      |
| 5  | Volkswagen | 10     | 2013     | 76,9%      |
| 10 | Lancia     | 9      | 1987     | 69,2%      |
| 10 | Volkswagen | 9      | 2016     | 64,3%      |
| 10 | Toyota     | 9      | 2021     | 56,3%      |

### Vittorie nello stesso rally
| # | Costruttore | Totale | Rally                  |
| - | ----------- | ------ | ---------------------- |
| 1 | Ford        | 13     | Rally dell'Acropoli    |
| 1 | Ford        | 13     | Rally di Gran Bretagna |
| 3 | Lancia      | 12     | Rally di Sanremo       |
| 4 | Citroën     | 11     | Rally di Catalogna     |
| 4 | Citroën     | 11     | Rally di Germania      |
| 4 | Lancia      | 11     | Rally di Monte Carlo   |
| 4 | Toyota      | 11     | Safari Rally           |
| 8 | Citroën     | 10     | Rally d'Argentina      |
| 8 | Ford        | 10     | Rally di Finlandia     |
| 8 | Lancia      | 10     | Tour de Corse          |

### Vittorie in rally differenti
| # | Costruttore | Nº rally |
| - | ----------- | -------- |
| 1 | Toyota      | 27       |
| 2 | Ford        | 26       |
| 3 | Citroën     | 23       |
| 4 | Peugeot     | 17       |
| 4 | Subaru      | 17       |
| 4 | Hyundai     | 17       |
| 7 | Volkswagen  | 16       |
| 8 | Lancia      | 14       |
| 9 | Audi        | 12       |
| 9 | Mitsubishi  | 12       |

### Gare vinte con lo stesso pilota
| #  | Costruttore | Nº vittorie | Pilota           |
| -- | ----------- | ----------- | ---------------- |
| 1  | Citroën     | 79          | Sébastien Loeb   |
| 2  | Volkswagen  | 31          | Sébastien Ogier  |
| 3  | Mitsubishi  | 22          | Tommi Mäkinen    |
| 4  | Hyundai     | 21          | Thierry Neuville |
| 5  | Peugeot     | 18          | Marcus Grönholm  |
| 6  | Lancia      | 16          | Miki Biasion     |
| 6  | Subaru      | 16          | Colin McRae      |
| 8  | Toyota      | 15          | Carlos Sainz     |
| 8  | Toyota      | 15          | Kalle Rovanperä  |
| 10 | Ford        | 14          | Mikko Hirvonen   |
| 10 | Toyota      | 14          | Sébastien Ogier  |

### Gare vinte con piloti differenti
| #  | Costruttore    | Nº piloti differenti |
| -- | -------------- | -------------------- |
| 1  | Ford           | 22                   |
| 2  | Lancia         | 16                   |
| 3  | Toyota         | 15                   |
| 4  | Peugeot        | 11                   |
| 5  | Citroën        | 9                    |
| 6  | FIAT           | 8                    |
| 6  | Mitsubishi     | 8                    |
| 6  | Subaru         | 8                    |
| 9  | Hyundai        | 5                    |
| 10 | Alpine-Renault | 4                    |
| 10 | Audi           | 4                    |
| 10 | Opel           | 4                    |
| 10 | Renault        | 4                    |
| 10 | Alpine-Renault | 4                    |
| 10 | Volkswagen     | 4                    |

### Doppiette sul podio[1]
| # | Costruttore | Nº |
| - | ----------- | -- |
| 1 | Citroën     | 30 |
| 2 | Toyota      | 26 |
| 3 | Ford        | 21 |
| 3 | Lancia      | 21 |
| 5 | Peugeot     | 17 |
| 6 | Volkswagen  | 16 |
| 7 | Audi        | 9  |
| 8 | Hyundai     | 8  |
| 9 | FIAT        | 6  |
| 9 | Subaru      | 6  |

### Triplette sul podio
| # | Costruttore    | Nº |
| - | -------------- | -- |
| 1 | Lancia         | 10 |
| 2 | Ford           | 8  |
| 3 | Citroën        | 6  |
| 4 | Volkswagen     | 4  |
| 5 | Audi           | 3  |
| 5 | FIAT           | 3  |
| 7 | Alpine-Renault | 2  |
| 7 | Subaru         | 2  |
| 7 | Toyota         | 2  |
| 7 | Hyundai        | 2  |

### Quadruple e quintuple
| # | Costruttore   | Piloti di fila | Nº eventi | Eventi                          |
| - | ------------- | -------------- | --------- | ------------------------------- |
| 1 | Lancia        | 5              | 1         | Rally del Portogallo 1990       |
| 2 | Lancia        | 4              | 4         | Rally di Sanremo 1976           |
| 2 | Lancia        | 4              | 4         | Tour de Corse 1983              |
| 2 | Lancia        | 4              | 4         | Rally dell'Acropoli 1988        |
| 2 | Lancia        | 4              | 4         | Rally di Sanremo 1988           |
| 2 | Toyota        | 4              | 4         | Rally della Costa d'Avorio 1986 |
| 2 | Toyota        | 4              | 4         | Safari Rally 1993               |
| 2 | Toyota        | 4              | 4         | Safari Rally 2022               |
| 2 | Toyota        | 4              | 4         | Safari Rally 2023               |
| 4 | Audi          | 4              | 2         | Rally di Svezia 1983            |
| 4 | Audi          | 4              | 2         | Rally d'Argentina 1983          |
| 5 | Citroën       | 4              | 1         | Rally di Bulgaria 2010          |
| 5 | Datsun        | 4              | 1         | Safari Rally 1981               |
| 5 | Ford          | 4              | 1         | Rally della Nuova Zelanda 1979  |
| 5 | Mercedes-Benz | 4              | 1         | Rally della Costa d'Avorio 1979 |

## Vetture

### Gare vinte per modello

#### Tutte le auto
52 stagioni (dal 1973 al 2024), 654 gare disputate.
| #    | Modello                          | Totale |
| ---- | -------------------------------- | ------ |
| 1    | Toyota Yaris                     | 50     |
| 1    | ___Yaris WRC                     | 26     |
| 1    | ___GR Yaris Rally1 Hybrid        | 24     |
| 2    | Lancia Delta                     | 46     |
| 2    | ___Delta HF 4WD                  | 11     |
| 2    | ___Delta HF Integrale 8v         | 14     |
| 2    | ___Delta HF Integrale 16v        | 13     |
| 2    | ___Delta HF Integrale Evoluzione | 8      |
| 2    | Subaru Impreza                   | 46     |
| 2    | ___Impreza 555                   | 11     |
| 2    | ___Impreza WRC97                 | 8      |
| 2    | ___Impreza WRC98                 | 3      |
| 2    | ___Impreza WRC99                 | 6      |
| 2    | ___Impreza WRC2000               | 3      |
| 2    | ___Impreza WRC2001               | 2      |
| 2    | ___Impreza WRC2002               | 1      |
| 2    | ___Impreza WRC2003               | 4      |
| 2    | ___Impreza WRC2004               | 6      |
| 2    | ___Impreza WRC2005               | 2      |
| 4    | Ford Focus WRC                   | 44     |
| 4    | ___Focus WRC                     | 2      |
| 4    | ___Focus WRC 00                  | 3      |
| 4    | ___Focus RS WRC 01               | 3      |
| 4    | ___Focus RS WRC 02               | 3      |
| 4    | ___Focus RS WRC 03               | 3      |
| 4    | ___Focus RS WRC 04               | 2      |
| 4    | ___Focus RS WRC 06               | 12     |
| 4    | ___Focus RS WRC 07               | 7      |
| 4    | ___Focus RS WRC 08               | 1      |
| 4    | ___Focus RS WRC 09               | 8      |
| 5    | Volkswagen Polo R WRC            | 43     |
| 6    | Citroën C4 WRC                   | 36     |
| 7    | Citroën Xsara                    | 34     |
| 7    | ___Xsara Kit Car                 | 2      |
| 7    | ___Xsara WRC                     | 32     |
| 8    | Hyundai i20                      | 25     |
| 8    | ___i20 WRC                       | 1      |
| 8    | ___New Generation i20 WRC        | 2      |
| 8    | ___i20 Coupe WRC                 | 17     |
| 8    | ___i20 N Rally1 Hybrid           | 12     |
| 9    | Ford Escort                      | 31     |
| 9    | ___RS1600                        | 4      |
| 9    | ___RS1800                        | 17     |
| 9    | ___RS Cosworth                   | 8      |
| 9    | ___WRC                           | 2      |
| 10   | Toyota Celica GT-Four            | 30     |
| 10   | ___ST165                         | 13     |
| 10   | ___ST185                         | 16     |
| 10   | ___ST205                         | 1      |
| 11   | Citroën DS3 WRC                  | 26     |
| 11   | Mitsubishi Lancer Evolution      | 26     |
| 11   | ___Evo II                        | 1      |
| 11   | ___Evo III                       | 6      |
| 11   | ___Evo IV                        | 6      |
| 11   | ___Evo V                         | 5      |
| 11   | ___Evo VI                        | 5      |
| 11   | ___Evo 6.5                       | 3      |
| 13   | Peugeot 206 WRC                  | 24     |
| 13   | ___206 WRC                       | 1      |
| 13   | ___206 WRC (2000)                | 7      |
| 13   | ___206 WRC (2001)                | 8      |
| 13   | ___206 WRC (2002)                | 8      |
| 14   | Audi quattro                     | 21     |
| 14   | ___quattro                       | 10     |
| 14   | ___quattro A1                    | 2      |
| 14   | ___quattro A2                    | 9      |
| 15   | Fiat 131 Abarth Rally            | 18     |
| 16   | Lancia Stratos                   | 17     |
| 17   | Peugeot 205 Turbo 16             | 16     |
| 17   | ___Turbo 16 Evo                  | 9      |
| 17   | ___Turbo 16 Evo2                 | 7      |
| 18   | Ford Fiesta                      | 15     |
| 18   | ___Fiesta RS WRC                 | 6      |
| 18   | ___Fiesta WRC                    | 9      |
| 19   | Alpine-Renault A110 1800         | 6      |
| 19   | Citroën C3 WRC                   | 6      |
| 19   | Lancia Rally 037                 | 6      |
| 19   | Mitsubishi Galant VR-4           | 6      |
| 19   | Toyota Celica Twin-Cam Turbo     | 6      |
| Note |                                  |        |

#### Gruppo 4
Nove stagioni (dal 1973 al 1981), 99 gare disputate.
| #  | Modello                  | Totale |
| -- | ------------------------ | ------ |
| 1  | Fiat 131 Abarth Rally    | 18     |
| 2  | Lancia Stratos           | 17     |
| 2  | Ford Escort RS1800       | 17     |
| 4  | Alpine-Renault A110 1800 | 6      |
| 5  | Ford Escort RS1600       | 4      |
| 5  | Datsun 160J              | 4      |
| 7  | Fiat 124 Abarth Rally    | 3      |
| 7  | Peugeot 504 TI           | 3      |
| 7  | Audi quattro             | 3      |
| 10 | Saab 96 V4               | 2      |
| 10 | Toyota Corolla Levin     | 2      |
| 10 | Mitsubishi Colt Lancer   | 2      |
| 10 | Porsche 911 SC           | 2      |
| 10 | Talbot Sunbeam Lotus     | 2      |
| 10 | Datsun Violet GT         | 2      |
| 10 | Peugeot 504 V6 Coupé     | 2      |
| 15 | BMW 2002 Tii             | 1      |
| 15 | Datsun 240Z              | 1      |
| 15 | Renault 17 Gordini       | 1      |
| 15 | Opel Ascona A            | 1      |
| 15 | Saab 99 EMS              | 1      |
| 15 | Saab 99 Turbo            | 1      |
| 15 | Mercedes-Benz 500 SLC    | 1      |
| 15 | Opel Ascona 400          | 1      |
| 15 | Renault 5 Turbo          | 1      |

#### Gruppo B
Cinque stagioni (dal 1982 al 1986), 61 gare disputate.
| # | Modello              | Totale |
| - | -------------------- | ------ |
| 1 | Audi quattro         | 18     |
| 2 | Peugeot 205 Turbo 16 | 16     |
| 3 | Lancia Rally 037     | 6      |
| 3 | Toyota Celica TCT    | 6      |
| 5 | Lancia Delta S4      | 5      |
| 6 | Renault 5 Turbo      | 3      |
| 6 | Opel Ascona 400      | 3      |
| 8 | Audi Sport quattro   | 2      |
| 9 | Datsun Violet GT     | 1      |
| 9 | Toyota Celica 2000GT | 1      |

#### Gruppo A
Dieci stagioni (dal 1987 al 1996), 119 gare disputate.
| # | Modello                            | Totale |
| - | ---------------------------------- | ------ |
| 1 | Lancia Delta HF 4WD / HF Integrale | 46     |
| 2 | Toyota Celica GT-Four              | 30     |
| 3 | Subaru Impreza 555                 | 11     |
| 4 | Ford Escort RS Cosworth            | 8      |
| 5 | Mitsubishi Lancer Evolution        | 7      |
| 6 | Mitsubishi Galant VR-4             | 6      |
| 7 | Mazda 323 4WD                      | 3      |
| 8 | Audi 200 quattro                   | 1      |
| 8 | Volkswagen Golf GTI                | 1      |
| 8 | BMW M3                             | 1      |
| 8 | Opel Kadett GSi 16V                | 1      |
| 8 | Nissan 200SX                       | 1      |
| 8 | Ford Sierra RS Cosworth            | 1      |
| 8 | Renault 5 GT Turbo                 | 1      |
| 8 | Subaru Legacy RS                   | 1      |

#### Gruppo WRC
24 stagioni (dal 1997 al 2021), 337 gare disputate.
| #  | Modello                                | Totale |
| -- | -------------------------------------- | ------ |
| 1  | Ford Focus WRC/RS WRC                  | 44     |
| 2  | Volkswagen Polo R WRC                  | 43     |
| 3  | Citroën C4 WRC                         | 36     |
| 4  | Subaru Impreza WRC                     | 35     |
| 5  | Citroën Xsara WRC                      | 32     |
| 6  | Citroën DS3 WRC                        | 26     |
| 6  | Toyota Yaris WRC                       | 26     |
| 8  | Peugeot 206 WRC                        | 24     |
| 9  | Mitsubishi Lancer/Carisma GT Evolution | 19     |
| 10 | Hyundai i20 Coupe WRC                  | 17     |
| 11 | Ford Fiesta WRC                        | 9      |
| 12 | Citroën C3 WRC                         | 6      |
| 12 | Ford Fiesta RS WRC                     | 6      |
| 14 | Toyota Corolla WRC                     | 4      |
| 15 | Peugeot 307 WRC                        | 3      |
| 15 | Hyundai i20 WRC                        | 3      |
| 17 | Citroën Xsara Kit Car                  | 2      |
| 17 | Ford Escort WRC                        | 2      |

#### Gruppo Rally1
3 stagioni (dal 2022), 39 gare disputate.
| # | Modello                       | Totale |
| - | ----------------------------- | ------ |
| 1 | Toyota GR Yaris Rally1 Hybrid | 24     |
| 2 | Hyundai i20 N Rally1 Hybrid   | 12     |
| 3 | Ford Puma Rally1 Hybrid       | 3      |

### Gare vinte per trazione
52 stagioni (dal 1973 al 2024), 654 gare disputate.

#### Gare vinte per numero di ruote motrici
| # | Ruote motrici         | Totale | %     |
| - | --------------------- | ------ | ----- |
| 1 | Quattro ruote motrici | 530    | 81,0% |
| 2 | Due ruote motrici     | 124    | 19,0% |

#### Gare vinte per tipologia di trazione
| # | Tipo trazione       | Totale |
| - | ------------------- | ------ |
| 1 | Trazione integrale  | 530    |
| 2 | Trazione posteriore | 114    |
| 3 | Trazione anteriore  | 10     |

## Eventi
Sono state disputate 52 stagioni dal 1973 al 2024 per un totale di 654 eventi iridati; le gare cancellate per qualsiasi ragione non fanno parte del suddetto totale.

### Presenze nel mondiale
| #  | Evento                     | Totale | Stagione prima edizione | Stagione ultima edizione |
| -- | -------------------------- | ------ | ----------------------- | ------------------------ |
| 1  | Rally di Finlandia         | 50     | 1973                    | 2024                     |
| 2  | Rally di Monte Carlo       | 47     | 1973                    | 2024                     |
| 2  | Rally di Svezia            | 47     | 1973                    | 2024                     |
| 4  | Rally di Gran Bretagna     | 46     | 1973                    | 2019                     |
| 5  | Rally del Portogallo       | 44     | 1973                    | 2024                     |
| 6  | Rally dell'Acropoli        | 42     | 1973                    | 2024                     |
| 7  | Tour de Corse              | 40     | 1973                    | 2019                     |
| 8  | Rally d'Argentina          | 37     | 1980                    | 2019                     |
| 9  | Safari Rally               | 33     | 1973                    | 2024                     |
| 10 | Rally della Nuova Zelanda  | 32     | 1977                    | 2022                     |
| 11 | Rally di Catalogna         | 30     | 1991                    | 2022                     |
| 12 | Rally di Sanremo           | 29     | 1973                    | 2003                     |
| 13 | Rally d'Australia          | 25     | 1989                    | 2018                     |
| 14 | Rally di Sardegna          | 20     | 2004                    | 2024                     |
| 15 | Rally di Germania          | 17     | 2002                    | 2019                     |
| 15 | Rally del Messico          | 17     | 2004                    | 2023                     |
| 17 | Rally della Costa d'Avorio | 15     | 1978                    | 1992                     |
| 18 | Rally di Turchia           | 9      | 2003                    | 2020                     |
| 18 | Rally del Giappone         | 9      | 2004                    | 2024                     |
| 20 | Rally di Cipro             | 8      | 2000                    | 2009                     |

### Nazioni ospitanti eventi iridati
| #  | Nazione        | Totale | Evento/i                                                          |
| -- | -------------- | ------ | ----------------------------------------------------------------- |
| 1  | Finlandia      | 51     | Rally di Finlandia (50), Rally Artico (1)                         |
| 1  | Italia         | 51     | Rally di Sanremo (29), Rally di Sardegna (20), Rally di Monza (2) |
| 3  | Monaco         | 47     | Rally di Monte Carlo                                              |
| 3  | Svezia         | 47     | Rally di Svezia                                                   |
| 5  | Regno Unito    | 46     | Rally di Gran Bretagna                                            |
| 6  | Francia        | 45     | Tour de Corse (40), Rally d'Alsazia (5)                           |
| 7  | Portogallo     | 44     | Rally del Portogallo                                              |
| 8  | Grecia         | 42     | Rally dell'Acropoli                                               |
| 9  | Argentina      | 37     | Rally d'Argentina                                                 |
| 10 | Kenya          | 33     | Safari Rally                                                      |
| 11 | Nuova Zelanda  | 32     | Rally della Nuova Zelanda                                         |
| 12 | Spagna         | 30     | Rally di Catalogna                                                |
| 13 | Australia      | 25     | Rally d'Australia                                                 |
| 14 | Germania       | 17     | Rally di Germania                                                 |
| 14 | Messico        | 17     | Rally del Messico                                                 |
| 16 | Costa d'Avorio | 15     | Rally della Costa d'Avorio                                        |
| 17 | Turchia        | 9      | Rally di Turchia                                                  |
| 17 | Giappone       | 9      | Rally del Giappone                                                |
| 19 | Cipro          | 8      | Rally di Cipro                                                    |
| 20 | Polonia        | 7      | Rally di Polonia                                                  |

### Eventi più brevi
Eventi più brevi
| #  | Stagione | Evento                   | Distanza  |
| -- | -------- | ------------------------ | --------- |
| 1  | 2020     | 68º Rally di Svezia      | 169,74 km |
| 2  | 2020     | 13º Rally di Turchia     | 221,34 km |
| 3  | 2020     | 10º Rally d'Estonia      | 233,40 km |
| 4  | 2020     | 17º Rally di Sardegna    | 238,84 km |
| 5  | 2020     | Rally di Monza 2020      | 241,14 km |
| 6  | 2021     | Rally Artico 2021        | 251,08 km |
| 7  | 2021     | Rally di Monza 2021      | 253,18 km |
| 8  | 2021     | 89º Rally di Monte Carlo | 257,64 km |
| 9  | 2022     | 69º Rally di Svezia      | 264,81 km |
| 10 | 2024     | 21° Rally di Sardegna    | 266,12 km |

### Eventi più lunghi
Eventi più lunghi
| #  | Stagione | Evento                       | Distanza   |
| -- | -------- | ---------------------------- | ---------- |
| 1  | 1977     | 8º Rally della Nuova Zelanda | 2211,06 km |
| 2  | 1975     | 18º Rally del Marocco        | 1962,00 km |
| 3  | 1976     | 19º Rally del Marocco        | 1661,00 km |
| 4  | 1981     | 2º Rally d'Argentina         | 1346,60 km |
| 5  | 1973     | 16º Rally del Marocco        | 1258,00 km |
| 6  | 1983     | 3º Rally d'Argentina         | 1253,96 km |
| 7  | 1980     | 1º Rally d'Argentina         | 1223,70 km |
| 8  | 1982     | 26º Tour de Corse            | 1176,10 km |
| 9  | 1981     | 25º Tour de Corse            | 1144,60 km |
| 10 | 1984     | 28º Tour de Corse            | 1130,29 km |

### Eventi per tipo di superficie
| # | Superficie             | Totale | %     |
| - | ---------------------- | ------ | ----- |
| 1 | Sterrato               | 385    | 58,9% |
| 2 | Asfalto                | 107    | 16,4% |
| 3 | Misto asfalto/sterrato | 65     | 9,9%  |
| 4 | Neve                   | 50     | 7,6%  |
| 5 | Misto asfalto/neve     | 47     | 7,2%  |

### Media oraria più alta
| #  | Stagione | Evento                 | Media       | Vincitori/auto                                                  |
| -- | -------- | ---------------------- | ----------- | --------------------------------------------------------------- |
| 1  | 2016     | 66º Rally di Finlandia | 126,62 km/h | Kris Meeke Paul Nagle (Citroën DS3 WRC)                         |
| 2  | 2017     | 67º Rally di Finlandia | 126,16 km/h | Esapekka Lappi Janne Ferm (Toyota Yaris WRC)                    |
| 3  | 2024     | 73° Rally di Finlandia | 125,89 km/h | Sébastien Ogier Vincent Landais (Toyota GR Yaris Rally1 Hybrid) |
| 4  | 2023     | 72° Rally di Finlandia | 125,56 km/h | Elfyn Evans Scott Martin (Toyota GR Yaris Rally1 Hybrid)        |
| 5  | 2015     | 65º Rally di Finlandia | 125,44 km/h | Jari-Matti Latvala Miikka Anttila (Volkswagen Polo R WRC)       |
| 6  | 2022     | 71º Rally di Finlandia | 125,32 km/h | Ott Tänak Martin Järveoja (Hyundai i20 N Rally1 Hybrid)         |
| 7  | 2020     | 68º Rally di Svezia    | 124,28 km/h | Elfyn Evans Scott Martin (Toyota Yaris WRC)                     |
| 8  | 2023     | 70° Rally di Svezia    | 123,85 km/h | Ott Tänak Martin Järveoja (Ford Puma Rally1 Hybrid)             |
| 9  | 2021     | 70º Rally di Finlandia | 123,73 km/h | Elfyn Evans Scott Martin (Toyota Yaris WRC)                     |
| 10 | 2012     | 62º Rally di Finlandia | 122,89 km/h | Sébastien Loeb Daniel Elena (Citroën DS3 WRC)                   |

### Media oraria più bassa
| #  | Stagione | Evento                  | Media      | Vincitori/auto                                              |
| -- | -------- | ----------------------- | ---------- | ----------------------------------------------------------- |
| 1  | 1973     | 15º Rally di Sanremo    | 44,15 km/h | Jean-Luc Thérier Jacques Jaubert (Alpine-Renault A110 1800) |
| 2  | 1974     | 16º Rally di Sanremo    | 45,16 km/h | Sandro Munari Mario Mannucci (Lancia Stratos HF)            |
| 3  | 1977     | 27º Rally di Svezia     | 58,72 km/h | Stig Blomqvist Hans Sylvan (Saab 99 EMS)                    |
| 4  | 1975     | 22º Rally dell'Acropoli | 62,08 km/h | Walter Röhrl Jochen Berger (Opel Ascona)                    |
| 5  | 2000     | 28º Rally di Cipro      | 64,11 km/h | Carlos Sainz Luis Moya (Ford Focus WRC 00)                  |
| 6  | 2005     | 33º Rally di Cipro      | 64,80 km/h | Sébastien Loeb Daniel Elena (Citroën Xsara WRC)             |
| 7  | 2004     | 32º Rally di Cipro      | 65,60 km/h | Sébastien Loeb Daniel Elena (Citroën Xsara WRC)             |
| 8  | 2003     | 31º Rally di Cipro      | 66,18 km/h | Petter Solberg Phil Mills (Subaru Impreza WRC2003)          |
| 9  | 2001     | 29º Rally di Cipro      | 66,60 km/h | Colin McRae Nicky Grist (Ford Focus RS WRC 01)              |
| 10 | 1980     | 24º Tour de Corse       | 66,81 km/h | Jean-Luc Thérier Michel Vial (Porsche 911)                  |

### Eventi con più equipaggi iscritti
| #  | Stagione | Evento                     | Iscritti |
| -- | -------- | -------------------------- | -------- |
| 1  | 1982     | 50º Rally di Monte Carlo   | 305      |
| 2  | 1973     | 42º Rally di Monte Carlo   | 278      |
| 3  | 1981     | 49º Rally di Monte Carlo   | 274      |
| 4  | 1983     | 51º Rally di Monte Carlo   | 263      |
| 5  | 1979     | 47º Rally di Monte Carlo   | 255      |
| 5  | 1980     | 48º Rally di Monte Carlo   | 255      |
| 7  | 1975     | 31º Rally di Gran Bretagna | 250      |
| 8  | 1973     | 29º Rally di Gran Bretagna | 241      |
| 9  | 1984     | 52º Rally di Monte Carlo   | 222      |
| 10 | 1978     | 46º Rally di Monte Carlo   | 216      |

### Eventi con meno equipaggi iscritti
| # | Stagione | Evento                   | Iscritti |
| - | -------- | ------------------------ | -------- |
| 1 | 1981     | 3º Rally del Brasile     | 20       |
| 2 | 1982     | 4º Rally del Brasile     | 22       |
| 2 | 2017     | 37º Rally d'Argentina    | 22       |
| 2 | 2019     | 33º Rally del Messico    | 22       |
| 5 | 1997     | 65º Rally di Monte Carlo | 23       |
| 6 | 2011     | 25º Rally del Messico    | 24       |
| 6 | 2017     | 31º Rally del Messico    | 24       |
| 6 | 2020     | 13º Rally di Turchia     | 24       |
| 9 | 2013     | 27º Rally del Messico    | 25       |
| 9 | 2018     | 27º Rally d'Australia    | 25       |
| 9 | 2019     | 39º Rally d'Argentina    | 25       |

### Vittorie con il minor distacco
| # | Stagione | Evento                        | Vincitori/auto                                           | Secondi classificati/auto                                       | Distacco |
| - | -------- | ----------------------------- | -------------------------------------------------------- | --------------------------------------------------------------- | -------- |
| 1 | 2011     | 3º Rally di Giordania         | Sébastien Ogier Julien Ingrassia (Citroën DS3 WRC)       | Jari-Matti Latvala Miikka Anttila (Ford Fiesta RS WRC)          | 0,2 s    |
| 1 | 2024     | 21° Rally di Sardegna         | Ott Tänak Martin Järveoja (Hyundai i20 N Rally1 Hybrid)  | Sébastien Ogier Vincent Landais (Toyota GR Yaris Rally1 Hybrid) | 0,2 s    |
| 3 | 2007     | 37º Rally della Nuova Zelanda | Marcus Grönholm Timo Rautiainen (Ford Focus RS WRC 07)   | Sébastien Loeb Daniel Elena (Citroën C4 WRC)                    | 0,3 s    |
| 4 | 2021     | Rally di Croazia 2021         | Sébastien Ogier Julien Ingrassia (Toyota Yaris WRC)      | Elfyn Evans Scott Martin (Toyota Yaris WRC)                     | 0,6 s    |
| 5 | 2017     | 37º Rally d'Argentina         | Thierry Neuville Nicolas Gilsoul (Hyundai i20 Coupe WRC) | Elfyn Evans Daniel Barritt (Ford Fiesta WRC)                    | 0,7 s    |
| 5 | 2018     | 14º Rally di Sardegna         | Thierry Neuville Nicolas Gilsoul (Hyundai i20 Coupe WRC) | Sébastien Ogier Julien Ingrassia (Ford Fiesta WRC)              | 0,7 s    |
| 7 | 1998     | 32º Rally del Portogallo      | Colin McRae Nicky Grist (Subaru Impreza WRC98)           | Carlos Sainz Luis Moya (Toyota Corolla WRC)                     | 2,1 s    |
| 8 | 2019     | 87º Rally di Monte Carlo      | Sébastien Ogier Julien Ingrassia (Citroën C3 WRC)        | Thierry Neuville Nicolas Gilsoul (Hyundai i20 Coupe WRC)        | 2,2 s    |
| 9 | 1999     | 19º Rally d'Argentina         | Juha Kankkunen Juha Repo (Subaru Impreza WRC99)          | Richard Burns Robert Reid (Subaru Impreza WRC99)                | 2,4 s    |
| 9 | 2010     | 40º Rally della Nuova Zelanda | Jari-Matti Latvala Miikka Anttila (Ford Focus RS WRC 09) | Sébastien Ogier Julien Ingrassia (Citroën C4 WRC)               | 2,4 s    |
| 9 | 2011     | 31º Rally d'Argentina         | Sébastien Loeb Daniel Elena (Citroën DS3 WRC)            | Mikko Hirvonen Jarmo Lehtinen (Ford Fiesta RS WRC)              | 2,4 s    |

## Statistiche per nazione

### Vittorie piloti per nazionalità
Francia e Finlandia sono di gran lunga le nazioni i cui piloti hanno vinto il maggior numero di gare. La Francia è al primo posto con un totale di 208 vittorie ottenute con 18 piloti diversi; il sorpasso sulla Finlandia si è avuto nel corso della stagione 2015.
| #  | Nazione       | Vittorie | Piloti | N° piloti |
| -- | ------------- | -------- | --- | --------- |
| 1  | Francia       | 208      | Sébastien Loeb (80), Sébastien Ogier (61), Didier Auriol (20), Bernard Darniche (7), Gilles Panizzi (7), Jean-Pierre Nicolas (5), Jean-Luc Thérier (5), Michèle Mouton (4), François Delecour (4), Jean-Claude Andruet (3), Jean Ragnotti (3), Bruno Saby (2), Philippe Bugalski (2), Alain Ambrosino (1), Bernard Beguin (1), Guy Fréquelin (1), Alain Oreille (1), Patrick Tauziac (1) | 18        |
| 2  | Finlandia     | 195      | Marcus Grönholm (30), Tommi Mäkinen (24), Juha Kankkunen (23), Markku Alén (19), Hannu Mikkola (18), Jari-Matti Latvala (18), Mikko Hirvonen (15), Kalle Rovanperä (15), Timo Salonen (11), Ari Vatanen (10), Timo Mäkinen (4), Henri Toivonen (3), Esapekka Lappi (2), Pentti Airikkala (1), Kyösti Hämäläinen (1), Harri Rovanperä (1)                                                 | 16        |
| 3  | Regno Unito   | 50       | Colin McRae (25), Richard Burns (10), Elfyn Evans (9), Kris Meeke (5), Roger Clark (1) | 5         |
| 4  | Svezia        | 43       | Björn Waldegård (16), Stig Blomqvist (11), Kenneth Eriksson (6), Ingvar Carlsson (2), Mikael Ericsson (2), Mats Jonsson (2), Ove Andersson (1), Per Eklund (1), Harry Källström (1), Anders Kulläng (1) | 10        |
| 5  | Italia        | 30       | Miki Biasion (17), Sandro Munari (7), Andrea Aghini (1), Fulvio Bacchelli (1), Gianfranco Cunico (1), Antonio Fassina (1), Piero Liatti (1), Raffaele Pinto (1) | 8         |
| 5  | Spagna        | 30       | Carlos Sainz (26), Dani Sordo (3), Jesús Puras (1) | 3         |
| 7  | Estonia       | 26       | Ott Tänak (21), Markko Märtin (5) | 2         |
| 8  | Belgio        | 22       | Thierry Neuville (21), François Duval (1) | 2         |
| 9  | Germania      | 17       | Walter Röhrl (14), Achim Warmbold (2), Armin Schwarz (1) | 3         |
| 9  | Norvegia      | 17       | Petter Solberg (13), Andreas Mikkelsen (3), Mads Østberg (1) | 3         |
| 11 | Kenya         | 8        | Shekhar Mehta (5), Joginder Singh (2), Ian Duncan (1) | 3         |
| 12 | Austria       | 2        | Josef Haider (1), Franz Wittmann Sr. (1) | 2         |
| 12 | Giappone      | 2        | Kenjirō Shinozuka (2) | 1         |
| 14 | Argentina     | 1        | Jorge Recalde (1) | 1         |
| 14 | Canada        | 1        | Walter Boyce (1) | 1         |
| 14 | Nuova Zelanda | 1        | Hayden Paddon (1) | 1         |
| 14 | Portogallo    | 1        | Joaquim Moutinho (1) | 1         |

### Vittorie copiloti per nazionalità
La Finlandia è la nazione i cui copiloti hanno vinto il maggior numero di gare, per un totale di 153 successi ottenuti con 15 copiloti diversi. La Francia è invece la nazione che ha ottenuto vittorie con il maggior numero di copiloti differenti (22)..
| #  | Nazione        | Vittorie | Copiloti | N° copiloti |
| -- | -------------- | -------- | --- | ----------- |
| 1  | Finlandia      | 153      | Timo Rautiainen (30), Seppo Harjanne (20), Ilkka Kivimäki (19), Miikka Anttila (18), Jarmo Lehtinen (15), Jonne Halttunen (15), Juha Piironen (14), Risto Mannisenmäki (13), Juha Repo (2), Janne Ferm (2), Atso Aho (1), Kaj Lindström (1), Jaakko Markkula (1), Risto Pietiläinen (1), Martti Tiukkanen (1) | 15          |
| 2  | Francia        | 125      | Julien Ingrassia (54), Bernard Occelli (16), Alain Mahe (7), Hervé Panizzi (7), Vincent Landais (6), Denis Giraudet (5), Daniel Grataloup (4), Jean Todt (4), Jean-Marc Andrié (2), Jean-Paul Chiaroni (2), Jean-François Fauchille (2), Michel Gamet (2), Jacques Jaubert (2), Michèle Petit (2), Gilles Thimonier (2), Michel Vial (2), Isabelle Galmiche(1), Vincent Laverne (1), Jean-Claude Lefèbvre (1), Jean-Jacques Lenne (1), Claude Papin (1), Benjamin Veillas (1) | 22          |
| 3  | Regno Unito    | 90       | Nicky Grist (21), Phil Mills (13), Robert Reid (10), Derek Ringer (8), Scott Martin (8), Terry Harryman (6), Fred Gallagher (5), Michael Park (5), Henry Liddon (4), David Richards (4), John Meadows (2), Daniel Barritt (1), John Davenport (1), Paul White (1), Neil Wilson (1) | 15          |
| 4  | Monaco         | 79       | Daniel Elena | 1           |
| 5  | Svezia         | 56       | Arne Hertz (18), Hans Thorszelius (13), Björn Cederberg (10), Staffan Parmander (5), Lars Bäckman (2), Claes Billstam (2), Per Carlsson (2), Claes-Goran Andersson (1), Jonas Andersson (1), Bruno Berglund (1), Hans Sylvan (1) | 11          |
| 6  | Italia         | 34       | Tiziano Siviero (16), Fabrizia Pons (5), Silvio Maiga (4), Mario Mannucci (3), Arnaldo Bernacchini (1), Carlo Cassina (1), Stefano Evangelisti (1), Sauro Farnocchia (1), Maurizio Mannini (1), Francesco Rossetti (1) | 10          |
| 7  | Spagna         | 30       | Luis Moya (24), Carlos del Barrio (3), Marc Martí (3) | 3           |
| 8  | Belgio         | 25       | Nicolas Gilsoul (13), Martijn Wydaeghe (8), Christian Delferrier (3), Sven Smeets (1) | 4           |
| 9  | Estonia        | 21       | Martin Järveoja | 1           |
| 10 | Germania       | 15       | Christian Geistdorfer (13), Jochen Berger (1), Peter Diekmann (1) | 3           |
| 11 | Kenya          | 8        | Mike Doughty (4), David Doig (2), Lofty Drews (1), David Williamson (1) | 4           |
| 12 | Irlanda        | 6        | Paul Nagle (5), Ronan McNamee (1) | 2           |
| 13 | Norvegia       | 3        | Anders Jæger (2), Ola Fløene (1) | 2           |
| 14 | Austria        | 2        | Ferdinand Hinterleitner (1), Jörg Pattermann (1) | 2           |
| 15 | Argentina      | 1        | Jorge del Buono | 1           |
| 15 | Canada         | 1        | Doug Woods | 1           |
| 15 | Costa d'Avorio | 1        | Daniel Le Saux | 1           |
| 15 | Nuova Zelanda  | 1        | John Kennard | 1           |
| 15 | Portogallo     | 1        | Edgar Fortes | 1           |
| 15 | Stati Uniti    | 1        | Sergio Cresto | 1           |
| 15 | Sudafrica      | 1        | Stuart Pegg | 1           |

### Doppiette piloti per nazione
Nella seguente graduatoria viene indicato il numero di eventi in cui due piloti della medesima nazionalità si sono piazzati al primo e al secondo posto.
| Pos. | Nazione     | Nº doppiette |
| ---- | ----------- | ------------ |
| 1    | Finlandia   | 42           |
| 2    | Francia     | 27           |
| 3    | Svezia      | 7            |
| 4    | Regno Unito | 5            |
| 5    | Italia      | 4            |
| 6    | Germania    | 1            |
| 6    | Kenya       | 1            |
| 6    | Portogallo  | 1            |

### Triplette piloti per nazione
Nella seguente graduatoria viene indicato il numero di eventi in cui tre piloti della medesima nazionalità si sono piazzati sul podio.
| Pos. | Nazione   | Nº triplette | Eventi |
| ---- | --------- | ------------ | --- |
| 1    | Finlandia | 11           | Finlandia 1974, Finlandia 1975, Finlandia 1978, Acropoli 1980, Svezia 1981, Finlandia 1984, Monte Carlo 1986, Finlandia 1986, Acropoli 1987, Nuova Zelanda 1999 e Nuova Zelanda 2002. |
| 2    | Francia   | 6            | Monte Carlo 1978, Tour de Corse 1982, Tour de Corse 1985, Tour de Corse 1992, Tour de Corse 1993 e Sanremo 2001.                                                                      |
| 3    | Svezia    | 3            | Svezia 1976, Svezia 1977 e Svezia 1980. |
| 4    | Italia    | 2            | Sanremo 1974 e Sanremo 1988. |

### Multiple per nazione
Nella seguente graduatoria viene indicato il numero di eventi in cui si è verificato che una medesima nazione abbia piazzato un numero maggiore di tre piloti tra i primi classificati dell'evento stesso..
| # | Nazione   | Piloti di fila | Nº volte | Eventi                                                                      |
| - | --------- | -------------- | -------- | --------------------------------------------------------------------------- |
| 1 | Francia   | 10             | 2        | Tour de Corse 1975 Tour de Corse 1979                                       |
| 2 | Finlandia | 9              | 1        | Rally di Finlandia 1976                                                     |
| 3 | Finlandia | 7              | 1        | Rally di Finlandia 1973                                                     |
| 3 | Francia   | 7              | 1        | Tour de Corse 1983                                                          |
| 5 | Finlandia | 5              | 1        | Rally di Finlandia 1981                                                     |
| 5 | Francia   | 5              | 1        | Tour de Corse 1974                                                          |
| 5 | Svezia    | 5              | 1        | Rally di Svezia 1989                                                        |
| 8 | Finlandia | 4              | 3        | Rally di Gran Bretagna 1986 Rally di Finlandia 1996 Rally di Finlandia 1997 |
| 9 | Francia   | 4              | 1        | Tour de Corse 1988                                                          |